# 箆取神社
箆取神社（へらとりじんじゃ）は、岡山県倉敷市連島町西之浦の大平山中腹に鎮座する神社。旧社格は無格社。

## 祭神
- 豊玉姫命（とよたまひめ）
- 大綿津見命（おおわたつみのかみ） - 海神也
- 玉依姫命（たまよりびめ）
- 神使七十五社眷族 - 霊狐

## 歴史

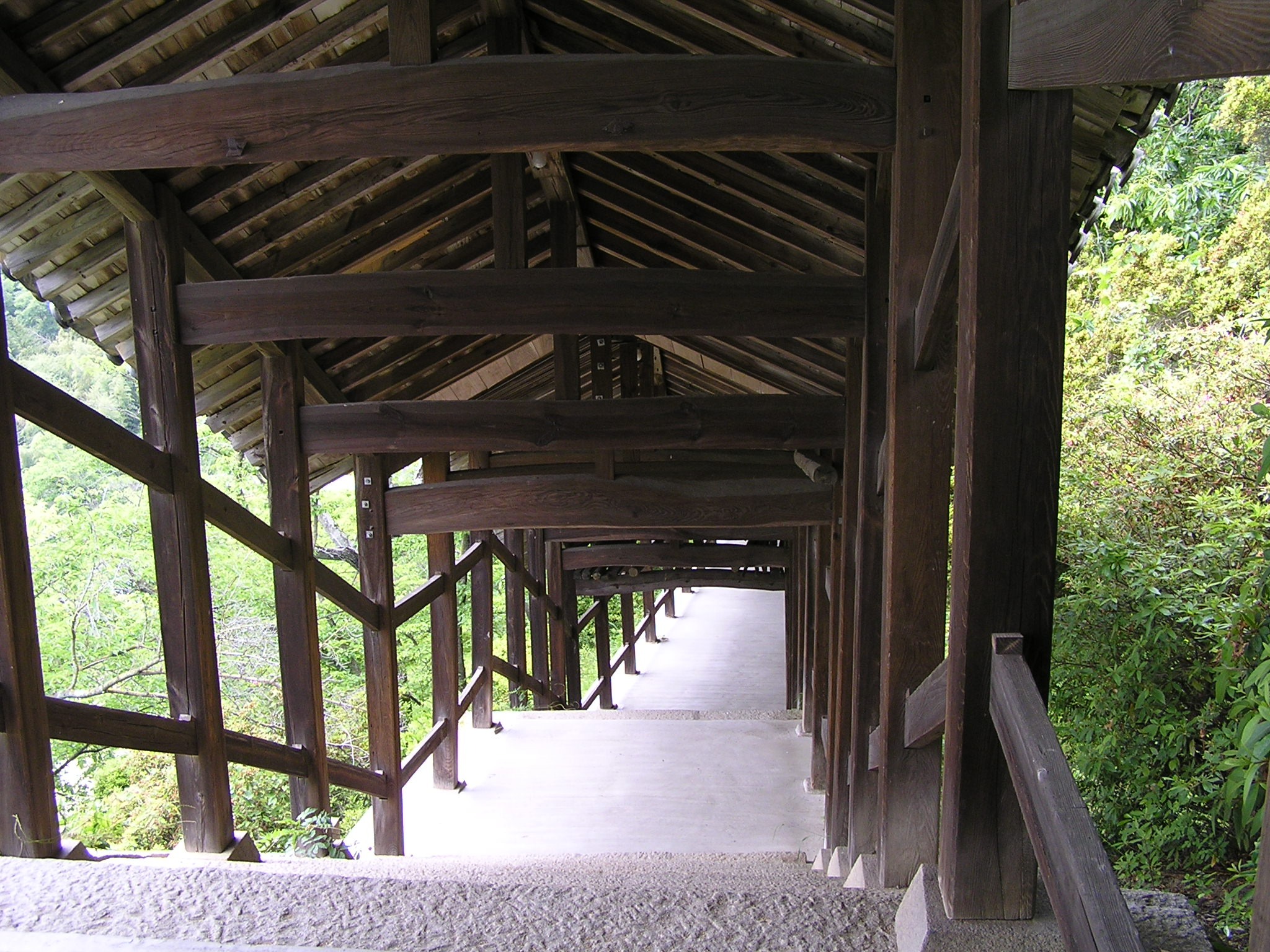
回廊

箆取神社は水島地域西部の連島町（つらじまちょう）大平山の中腹にある神社である。創建年代は不詳であるが、連島は奈良時代には都羅之郷と称し、壬申の乱の頃に神官が神社のあった場所から南に広がる瀬戸内海を眺めていた時、海面に｢箆｣の神紋が顕れたことから箆取大権現と称したと云われている。
江戸時代初期までは，連島は瀬戸内海に浮かぶ孤島で、都から九州の大宰府を結ぶ海路で重要な位置を占めていたことにより海にまつわる伝承が多い。また連島湊が内陸の集散地として発展すると連島湊を利用する海運業者たちから海上安全の守り神として崇敬を受けて宝暦の頃には連島の総鎮守として信仰を集めた。広い境内の左右にめぐらされた長い廻廊に今でも往時の繁栄を見ることができる。なお、当社は崇敬神社につき氏子を持たない。

## 境内
周辺には桜、楓、ツツジが数百本植栽され、四季の変化が楽しめ、絵馬殿からの眺めは手前から西之浦の旧市街、水島市街と水島臨海工業地帯、遠方に水島灘と高梁川が臨める観光地ともなっている。

## 御利益
古くから地域一帯の海の守り神として崇められてきたほか、神使七十五社眷族 は火難除け・盗難除けの神として祭られており、毎年一月六日の寒入の日に参詣すれば1年間火事盗難にあわないと伝えられている。

## 祭事
- 桜祭り（4月第1または第2日曜日）
- 寒入り大祭（1月6日）
- 夏大祭（旧暦6月15日）

## 現地情報
所在地
- 岡山県倉敷市連島町西之浦3184

交通アクセス
- 最寄バス停：両備バス霞橋車庫行き、バス停「箆取神社」下車後、徒歩約6分（約500ｍ）